# Prince Royal (Schiff)
Die Prince Royal war ein englisches Kriegsschiff von zunächst 55 Kanonen, das dem Admiral George Ayscue als Flaggschiff während der Englisch-Niederländischen Kriege diente. Das Schiff wird in manchen Quellen auch Prince oder Royal Prince sowie in neuerer Literatur gelegentlich HMS Prince Royal genannt. Während der Zeit des Commonwealth of England von 1649–1660 war das Schiff in Resolution umbenannt. Die Prince Royal war eines der größten Schiffe ihrer Zeit.

## Bau und Konstruktionsmerkmale

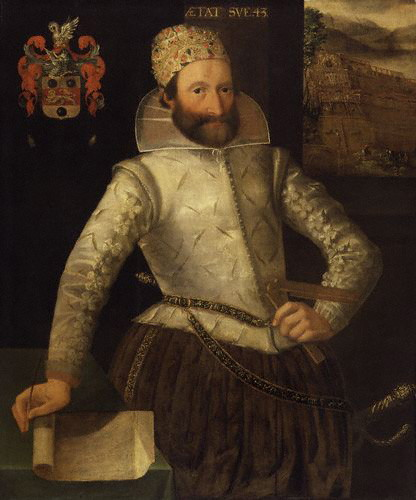
Phineas Pett, der die Prince Royal baute. Rechts möglicherweise die Prince Royal.

Der Bau der Prince Royal wurde von König Jakob I. befohlen und als Konstrukteur Phineas Pett (I) ausgewählt. Pett und der Entwurf seines Schiffs waren unter Zeitgenossen umstritten, so dass es während des Baus auf Veranlassung seiner Gegner zu mehreren Untersuchungen kam. Der Bau des für 55 Kanonen ausgelegten Schiffs begann im Oktober 1608. Als es 1610 vom Stapel lief, war es eines der größten Schiffe seiner Zeit. Die Kanonen waren auf drei Decks aufgestellt. Konstruktiv war die Prince Royal damit ein unmittelbarer Vorläufer der Dreidecker-Linienschiffe. Im Vergleich zu den nachfolgenden Schiffen dieser Größe waren auf den Decks jedoch noch verhältnismäßig wenige Kanonen aufgestellt. Ein weiteres Merkmal, das sie von neueren Schiffen wie der Sovereign of the Seas von 1637 unterschied, waren Abstufungen der Decks im Achterteil des Rumpfes. Die Sovereign of the Seas besaß durchgehende Decks. Die Größe der Vorder- und Achterkastelle der Prince Royal und die dazwischenliegende Kuhl, die als Falle für enternde Gegner dienen sollte, zeigen, dass Überlegungen des Enterkampfs beim Entwurf des Schiffs noch eine sehr große Rolle spielten. Weil sich die Taktik der Kiellinie um 1610 noch nicht durchgesetzt hatte, wäre es ein Anachronismus, die Prince Royal in ihren frühen Jahren als Linienschiff zu bezeichnen.
Im Laufe der Zeit wurde das Schiff mehrfach grundlegend um- bzw. neu aufgebaut („rebuilt“) und seine Artilleriebewaffnung verstärkt. Die Abmessungen des Rumpfs wurden zwar in gewissen Grenzen vergrößert, aber der Umstand, dass die Bewaffnung demgegenüber überproportional von 55 Kanonen im Jahre 1610 auf 92 Kanonen im Jahre 1666 anstieg, deutet darauf hin, dass sich das Konzept des maximal mit Artillerie bestückten Linienschiffs erst innerhalb dieses Zeitraums entwickelte.
Die Prince Royal war als Vollschiff getakelt und führte als solches vorwiegend Rahsegel. Ein frühes Gemälde von 1613 zeigt das Schiff noch mit einem vierten Mast (Bonaventure-Mast). Dieser Mast dürfte aber schon wenige Jahre später entfernt worden sein. Auf dem Bugspriet befand sich ein Sprietmast, an dem ein Rahsegel gesetzt werden konnte.

## Teilnahme an Seeschlachten
Die Teilnahme an nachfolgenden Seeschlachten ist überliefert:
- Seeschlacht bei Kentish Knock
- Seeschlacht bei Gabbard
- Seeschlacht bei Scheveningen
- Seeschlacht bei Lowestoft
- Viertageschlacht

## Geschichte

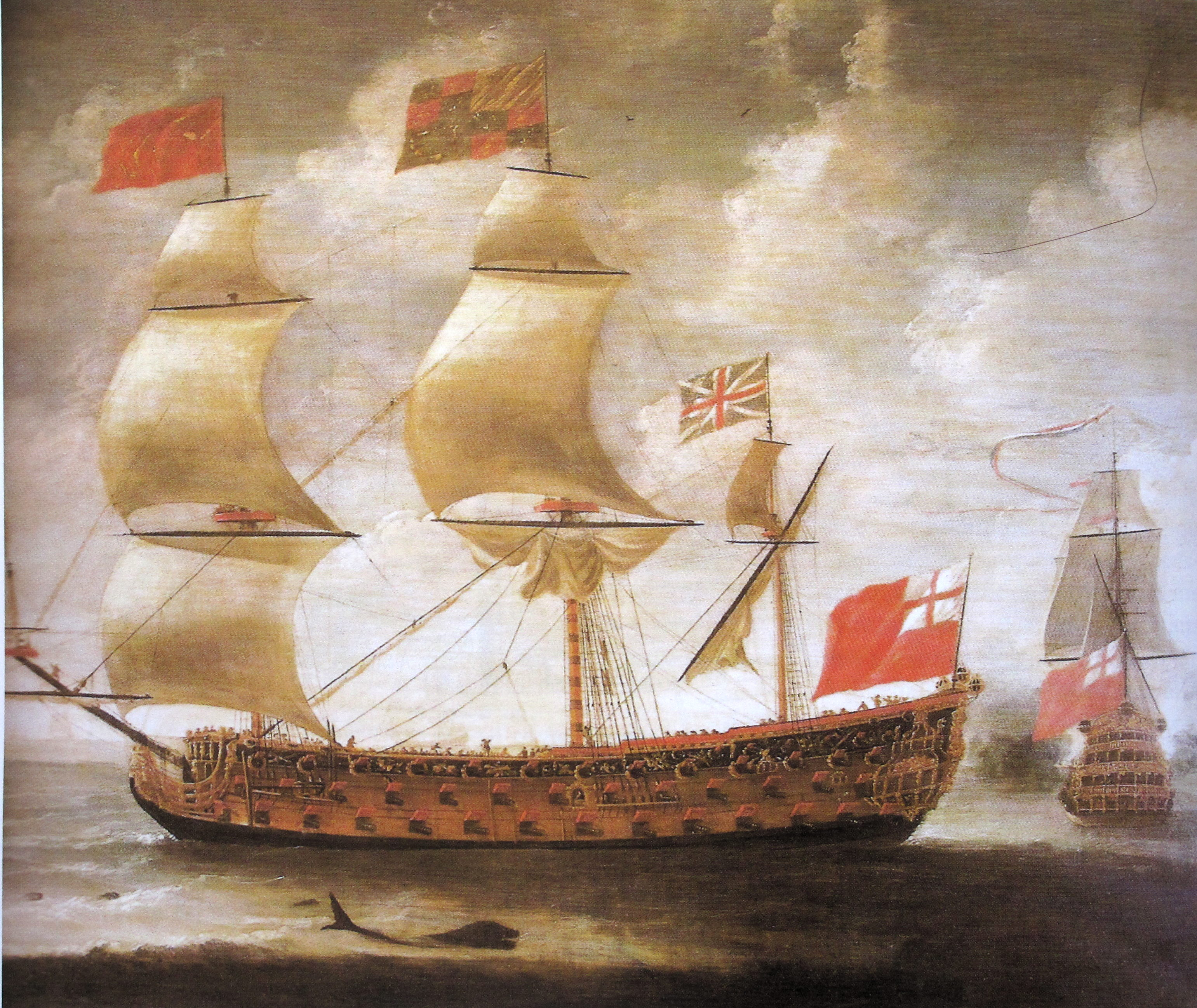
Die Prince Royal kurz nach ihrem Rebuilt, ca. 1661

1641 wurde die Prince Royal von Peter Pett in Woolwich umgebaut und regulär auf 70-Kanonen erweitert.
Während der Zeit des Englischen Commonwealth wurde sie in Resolution umbenannt und kämpfte in den meisten Schlachten des Ersten Englisch-Niederländischen Krieges.
Am 8. Oktober 1652 nahm die Prince Royal als Resolution an der Seeschlacht bei Kentish Knock teil. Admiral Robert Blake wechselte dabei von der langsameren, aber größeren Sovereign of the Seas zur schnelleren und wendigeren Resolution und hisste hier seine Admiralsflagge. Blake versuchte zu Beginn der Schlacht die niederländische Kiellinie zu durchbrechen, geriet hierbei zusammen mit der englischen Dolphin jedoch zu weit nach vorne und wurde von den Feinden umringt. Erst durch nachrückende englische Einheiten konnten beide Schiffe vor größeren Schäden, der Versenkung oder gar der Gefangennahme bewahrt werden. Die Schlacht endete mit einem Rückzug der Niederländer.

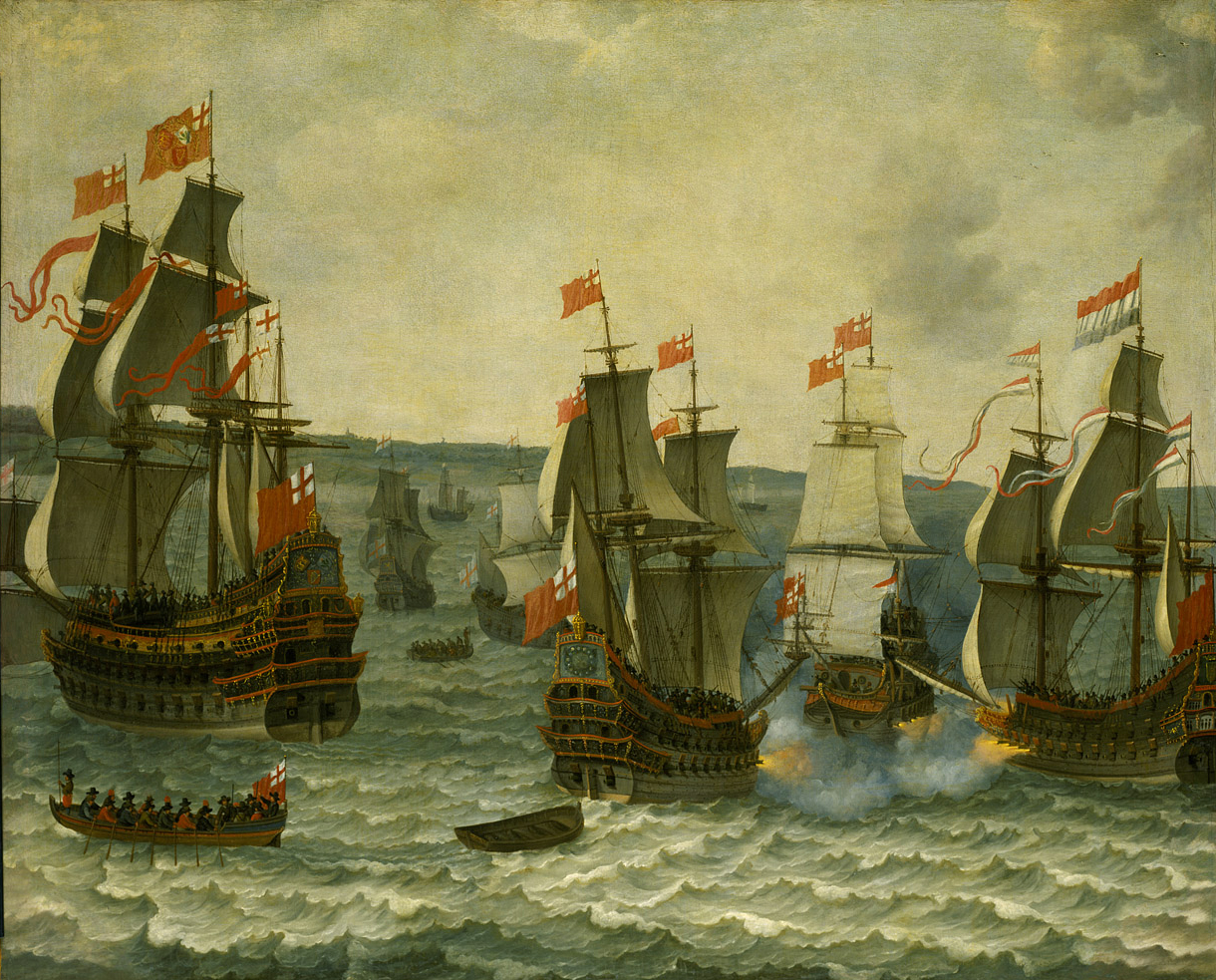
Das mittlerweile in Resolution umbenannte Schiff in der Schlacht von Kentish Knock; Gemälde von Abraham Willaerts

Am 12. Juni 1653 nahm die Resolution an der Seeschlacht bei Gabbard teil. Die Schlacht begann mit annähernd gleicher Anzahl an Schiffen auf beiden Seiten und endete mit schweren Verlusten für die Niederländer, die aufgrund einer Flaute leichte Beute für die Engländer wurden. Die Niederländer verloren insgesamt 22 Schiffe durch Enterung oder Versenkung – die Engländer nicht ein einziges.
Am 10. August 1653 nahm die Resolution an der Seeschlacht bei Scheveningen teil. Die Niederländer versuchten in dieser Schlacht die Blockadepolitik der Engländer im Ärmelkanal zu unterwandern – allerdings verloren sie bei diesem Versuch zwölf ihrer Schiffe durch starke Beschädigung oder Versenkung. Dies und die Tatsache, dass in der Schlacht der niederländische Flottenbefehlshaber Maarten Tromp getötet worden war, führte zu einem starken Moralverlust der Niederländer, die sich schließlich zurückzogen. Der niederländische Angriff war abgewehrt worden – gleichzeitig musste aber aufgrund starker Beschädigungen der englischen Schiffe die Blockade aufgegeben werden, so dass beide Seiten letztlich eine positive Resonanz der Schlacht zogen.

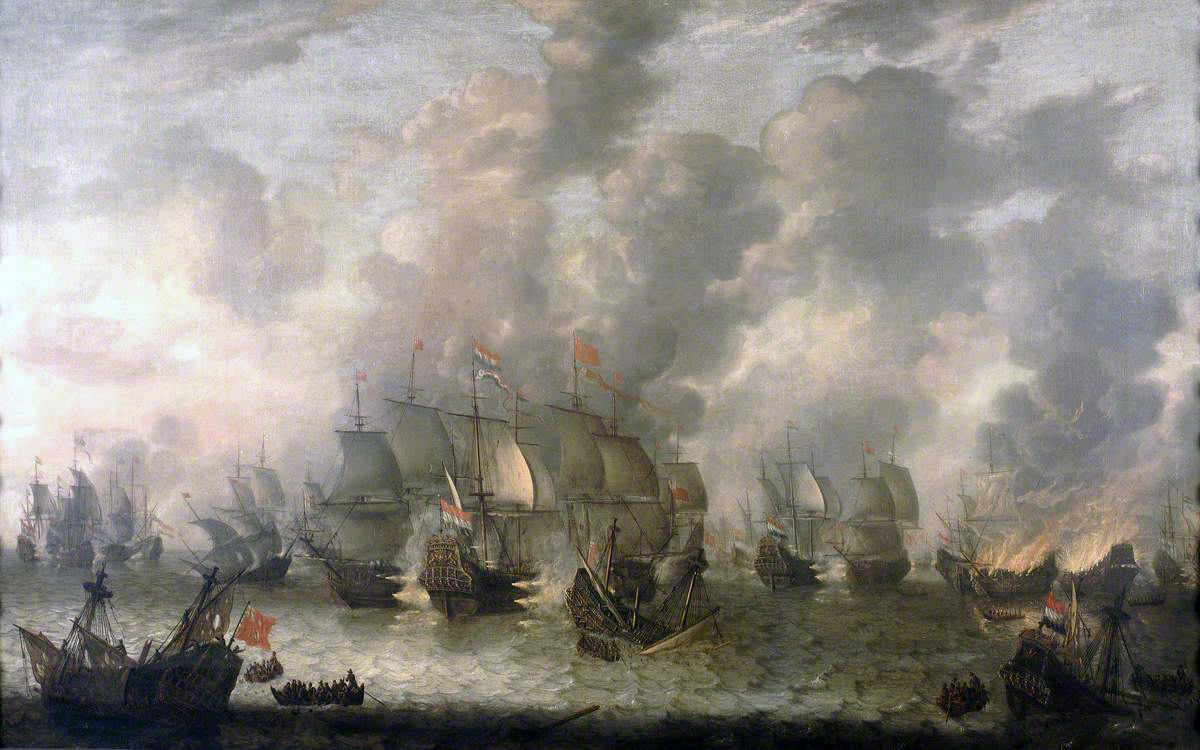
Die Seeschlacht bei Scheveningen, Gemälde von Jan Abrahamsz Beerstraaten, 1654

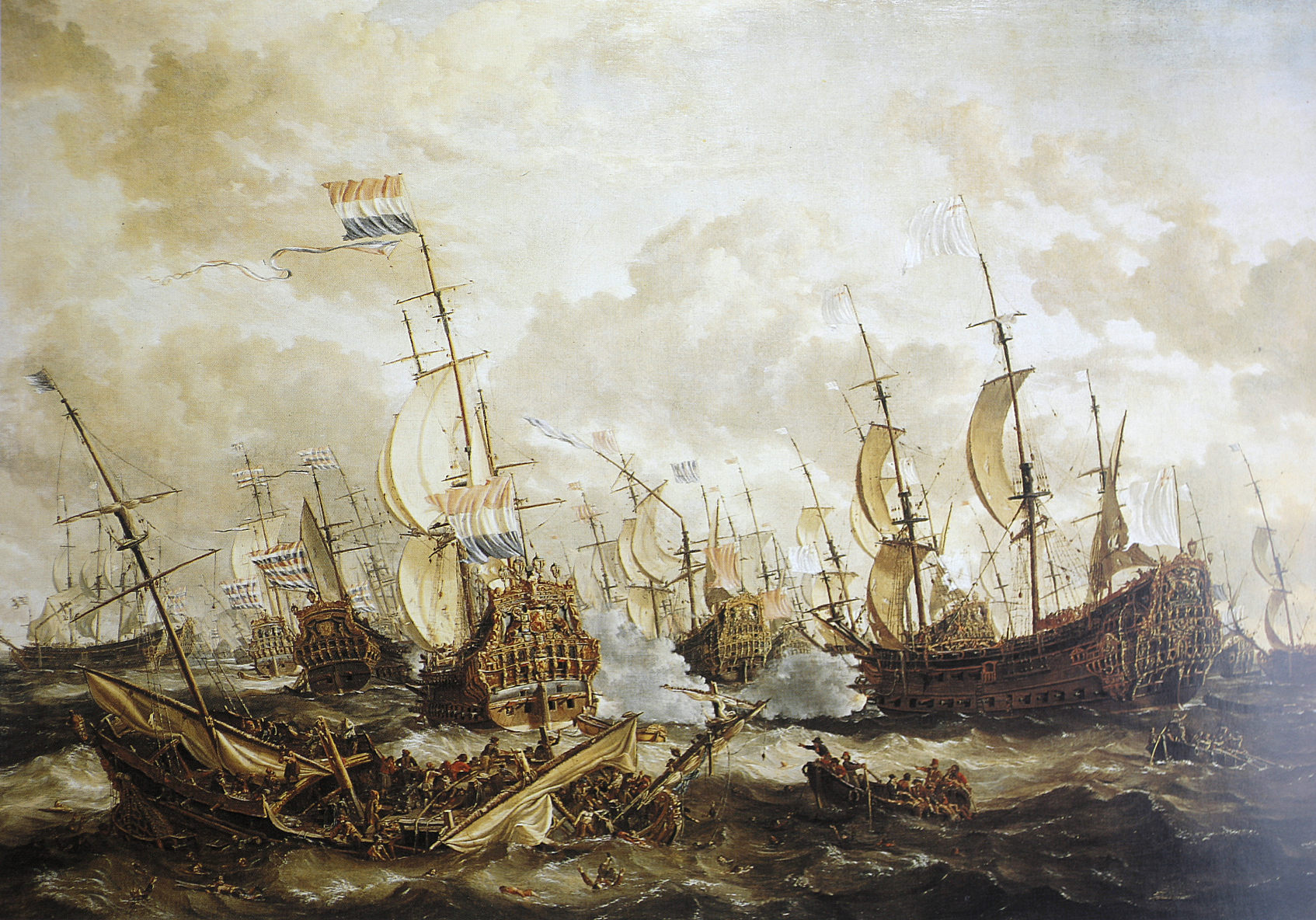
Die Viertageschlacht; Gemälde von Abraham Storck 1666

1660 bestückte man die Resolution provisorisch mit 80 Kanonen. Zwischen 1660 und 1663 erfolge unter Aufsicht von Phineas Pett (II) eine weitere grundlegende Reparatur in Woolwich, durch welche Abmessungen und Tonnage deutlich vergrößert wurden. Die Bewaffnung bestand jetzt aus 92 Kanonen und das Schiff wurde als Schiff ersten Ranges („first rate“) klassifiziert. Weiterhin wurde es auch wieder in Royal Prince umbenannt. Beim Aufschwimmen des Schiffs im Dock nach beendeter Reparatur im Juli 1663 war Samuel Pepys an Bord.
1665, während des Zweiten Englisch-Niederländischen Krieges diente sie Edward Montagu in der Seeschlacht bei Lowestoft am 3. Juni als Flaggschiff. Während dieser Gefechte gelang es den Niederländern, die Royal Prince zu erobern, die bereits die Prinsenvlag auf dem Schiff hissten. Erst durch einen Angriff der englischen Royal James konnte die Besatzung vor der Gefangennahme gerettet und das Schiff zurückerobert werden. Die Niederländer verloren in dieser Schlacht 17 Schiffe durch Eroberung oder Versenkung und insgesamt fast 5000 Seeleute, so dass sie mit den restlichen Schiffen vor den Engländern flüchteten.

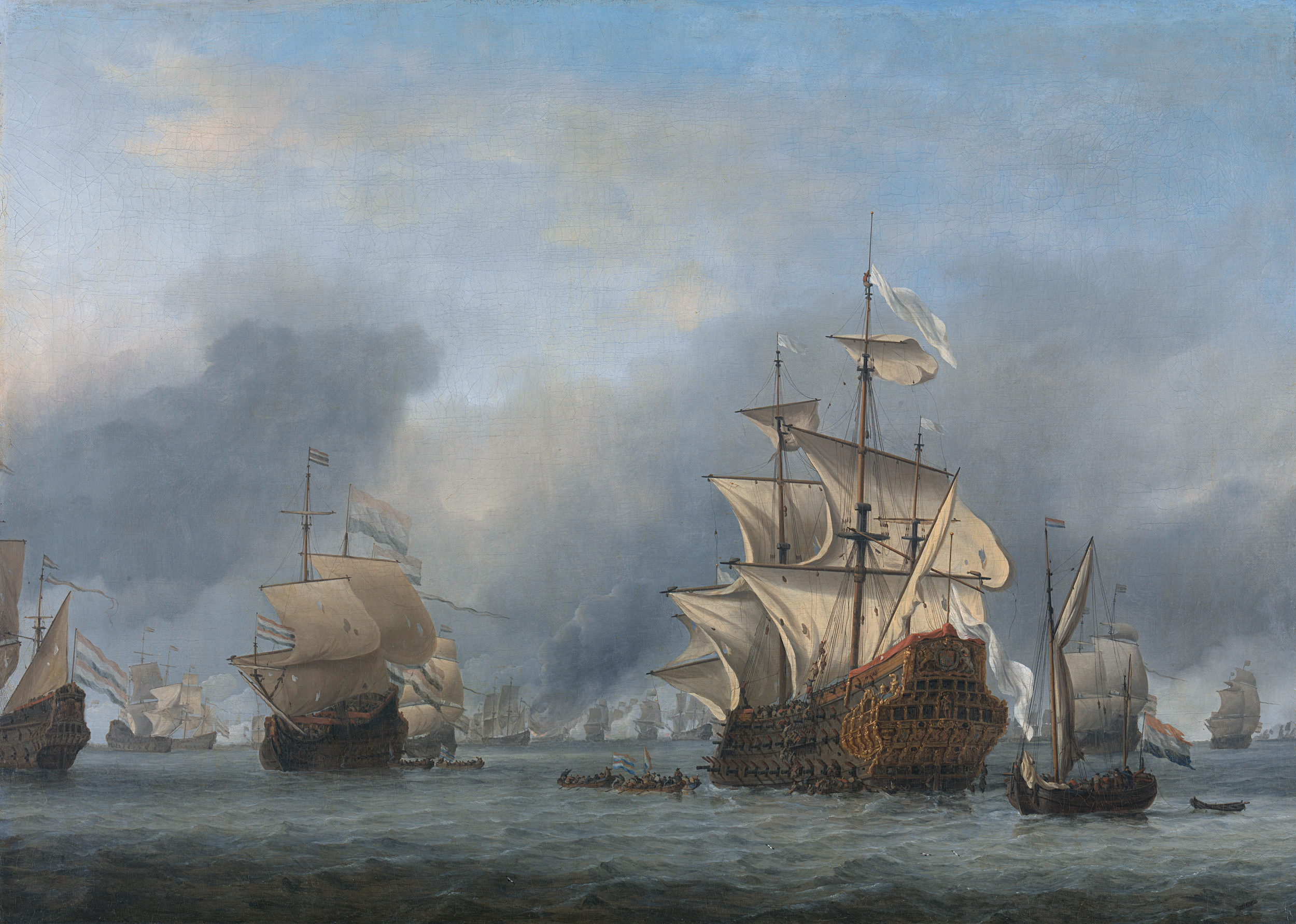
Die Kapitulation der auf Grund gelaufenen Royal Prince in der Viertageschlacht. Gemälde von Willem van de Velde d. J., 1666

1666 war die Royal Prince das Flaggschiff von Admiral George Ayscue. Das Schiff nahm somit auch an der Viertageschlacht am 11. Juni 1666 teil, in der sich Engländer und Niederländer vor der Küste Englands gegenüberstanden. Während der kriegerischen Auseinandersetzungen zog sich der englische Admiral George Monck am Morgen des 13. Juni mit 30 kampfbereiten Schiffen nach Nordwesten in Richtung Themse-Mündung zurück. Die Niederländer folgten ihm mit Mühe und es fanden nur wenige Kämpfe statt. Die Royal Prince, eines der größten englischen Schiffe der Schlacht, lief jedoch auf eine Untiefe und fiel somit für weitere taktische Manöver aus. Da sich niederländische Brander dem gestrandeten Schiff näherten, geriet die Schiffsbesatzung der Royal Prince in Panik und strich die Flagge. Admiral Ayscue wurde gezwungen, an Bord des niederländischen Kriegsschiffes Gouda vor Lieutenant-Admiral Cornelis Tromp zu kapitulieren. Auf Befehl des niederländischen Flottenbefehlshabers, Lieutenant-Admiral Michiel de Ruyter, wurde das Schiff jedoch nicht als Prise behalten, sondern verbrannt, damit es von den Engländern im weiteren Verlauf der Schlacht nicht wieder zurückerobert werden konnte.